# Louis Georges Duvernoy
Pour les articles homonymes, voir Duvernoy.
Georges Louis Duvernoy est un médecin et un zoologiste français, né le 6 août 1777 à Montbéliard et mort le 1er mars 1855 à Paris.

## Biographie
Son père est Jean Georges Duvernoy pasteur, diacre au Temple Saint-Martin, conseiller ecclésiastique, surintendant des églises et bourgeois de Montbéliard. Il commence à étudier d’abord auprès de son père, puis au collège français de la ville et, à partir de 1792, à l’académie Caroline de Stuttgart. En 1793, la principauté de Montbéliard devient française et Duvernoy revient en France. Il continue ses études à Strasbourg, puis à Paris. La guerre interrompt celles-ci et il est intégré dans l’armée des Alpes comme pharmacien de troisième classe.
En 1800, rendu à la vie civile grâce à l’intervention d’Antoine Parmentier (1737-1813), il reprend ses études à Paris où, l’année suivante, il obtient son titre de docteur avec une thèse portant sur l’hystérie. Il commence à exercer à Montbéliard quand son lointain cousin Georges Cuvier (1769-1832) l’appelle à Paris pour qu’il collabore notamment à ses Leçons d’anatomie comparée aux côtés d’André Marie Constant Duméril (1774-1860).
Après son mariage en 1803 avec Anne Caroline Berdot, il revient en 1805 à Montbéliard. En 1809, Georges Cuvier (1769-1832) fait appel à lui pour occuper un poste de professeur-adjoint à la faculté des sciences, alors en pleine réorganisation. Mais sa femme refuse de le rejoindre et il démissionne en 1811. Il se consacre alors à l’exercice de la médecine et devient en 1813 médecin en chef de l’hôpital militaire.
Devenu veuf, il accepte en 1827, toujours grâce à Georges Cuvier, une chaire d’histoire naturelle à la faculté des sciences de Strasbourg. Il obtient l’agrégation en 1829, puis le titre de doyen en 1832. Il se remarie alors avec Marie Madeleine Braun. Il exerce une grande influence sur ses étudiants, parmi lesquels Jean Louis Armand de Quatrefages de Bréau (1810-1892) et Dominique Auguste Lereboullet (1804-1865), qui lui offrent une médaille d’or à son départ.
Il fait partie des membres fondateurs de la Société du muséum d'histoire naturelle de Strasbourg le 6 décembre 1828.
Candidat malheureux à la succession de Georges Cuvier au Muséum national d'histoire naturelle (c’est Henri-Marie Ducrotay de Blainville (1777-1850) qui obtient la chaire d’Anatomie comparée), il est nommé correspondant de l’Académie des sciences puis en 1847 associé libre. En 1837, il succède à Georges Cuvier, mort cinq ans plus tôt, à la chaire d’histoire naturelle des corps organisés au Collège de France. En 1850, il obtient une chaire au Muséum en remplacement de Ducrotay de Blainville.
Ses travaux sont extrêmement variés et portent la marque de son maître, Georges Cuvier. Outre sa participation aux Leçons d'anatomie comparée, on lui doit notamment :
- Notice historique sur les ouvrages et la vie de M. le Bon Cuvier (F.-G. Levrault, Paris, 1833)
- Résumé sur le fluide nourricier, ses réservoirs et son mouvement dans tout le règne animal (imprimerie de Terzuolo, Paris, 1839)
- Mémoires sur le système nerveux des mollusques acéphales lamellibranches ou bivalves (Institut de France, Paris, 1853)

Georges Louis Duvernoy est à la fois le grand-père de Charles Friedel et de Jules Eugène Gaston Peugeot.

### Sources
- Amédée Dechambre (dir.), Dictionnaire encyclopédique des sciences médicales, G. Masson, Paris, 1884.
- Philippe Jaussaud & Édouard R. Brygoo, Du Jardin au Muséum en 516 biographies, Muséum national d’histoire naturelle de Paris, 2004, 630 p.